# 聖教三柱石

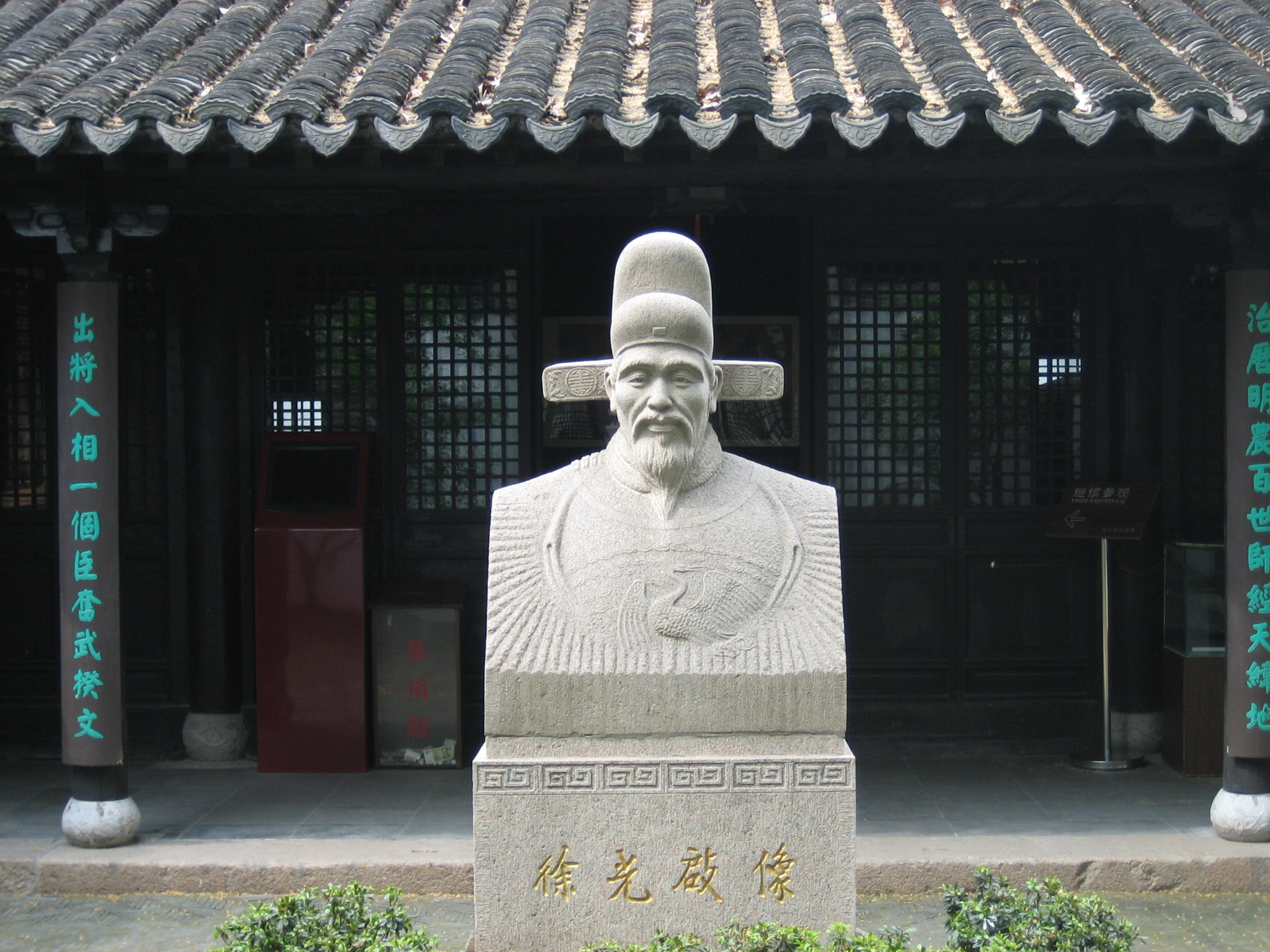
徐光启像

聖教三柱石是指明朝时天主教耶穌會傳教士利瑪竇在中國傳教其間所吸納的第一代基督徒裡最有成就的三個人，他們是徐光啟、李之藻和楊廷筠。“聖教三柱石”是最早產生的稱呼，以後又有中國聖教三柱石、天主教三柱石及第一代教會三柱石等說法，而後兩個說法已經是現代人的用語了，加上王徵，被称为“中国天主教四贤”。

## 三柱石名稱的來由
源自保祿書信《迦拉達書》中的一段話：「那稱為教會柱石的雅各、磯法、若望，就向我和巴拿巴用右手行相交之禮....」（《加拉太書》第2章第9节参）磯法便是伯多祿。後人據此說法將伯多祿、雅各與若望三人稱為「教會三柱石」，這個說法在天主教中強調得比新教要多。